# Ih! siger den lille bamse
Ih! siger den lille bamse er en dansk børnefilm fra 2007, der er instrueret af Maria Mac Dalland efter manuskript af Thomas Winding.

## Handling
Filmen er baseret på Thomas Windings historier og farverige illustrationer om de daglige gøremål hos Bamsefamilien i det lille hus på bakken. Om at lede efter nøglen, som er blevet væk, da de skal på stranden. Om at blive inde i strandkanten og finde sten, mens Bamsefar og Bamsemor viser hinanden, hvor dygtige de er til at plaske. Om at falde i søvn på stranden. Og om at digte en strandsang, om at finde en lille sten og et sneglehus. Og en nattesang om at være en stjerne på himlen inden Bamsefamilien lægger sig til at sove i de tre blå senge i det lille hus.